# 扬·夸斯特
扬·夸斯特（德語：Jan Quast，1970年1月9日—），生于罗斯托克，德国男子拳击运动员。他曾代表德国参加1992年夏季奥林匹克运动会拳击比赛，获得男子48公斤级铜牌。